# NGC 4931
NGC 4931 ist eine 13,4 mag helle Linsenförmige Galaxie vom Hubble-Typ S0 im Sternbild Haar der Berenike am Nordsternhimmel. Sie ist schätzungsweise 244 Millionen Lichtjahre von der Milchstraße entfernt und hat einen Durchmesser von etwa 115.000 Lichtjahren. Die Galaxie gilt als Mitglied des Coma-Galaxienhaufens Abell 1656.
Im selben Himmelsareal befinden sich u. a. die Galaxien NGC 4929, NGC 4934, IC 4106, IC 4111.
Das Objekt wurde  am 10. Mai 1863 von Heinrich Louis d’Arrest entdeckt.